# August von Othegraven
August von Othegraven, né le 2 juin 1864 à Cologne et mort le 11 mars 1946 à Wermelskirchen, est un compositeur et pédagogue allemand.

## Biographie
August von Othegraven est professeur de chant choral au conservatoire de Cologne. Il compte parmi ses élèves Gregor Schwake et Herbert Eimert. La « Plaque August von Othegraven » qui porte son nom est décernée sous forme de médaille et d'épinglette en bronze, argent et or pour services à la culture culturelle et à la promotion du chant choral. Othegraven est entre autres le compositeur du chant Ein Jäger aus Kurpfalz.
August von Othegraven est inhumé au Melaten-Friedhof de Cologne. Une rue lui est dédiée, la Othegravenstraße, dans le quartier de Lindenthal de Cologne